# Walter Beerli
Walter Beerli (1928. július 23. – 1995) svájci labdarúgócsatár.